# Nick Adenhart

Nicholas James "Nick" Adenhart (Silver Spring, Maryland, 1986. augusztus 24. – Fullerton, Kalifornia, 2009. április 9.) amerikai jobbkezes baseball kezdő dobójátékos, aki játszott két szezonban is az észak-amerikai profiligában (MLB) a Los Angeles Angels of Anaheim csapatában.

## Korai évek
Nicholas James Adenhart született Silver Spring, Maryland, az egyetlen fia, Janet és Jim Adenhartnak, aki az egykori Egyesült Államok titkosszolgálat tisztje.  A szülők később elváltak, és Janet újraházasodott Duane Gigeous-val, akivel lett egy fiuk, Henry. Adenhart játszott Halfway Little League Baseballban a Gehr Construction csapatában és a Springfield Middle School Williamsport, Maryland. Hat évig a Hagerstown-i PONY League csapatának volt dobójátékosa, és tagja volt az 1999 csapatnak amely elnyerte a Maryland District 1 címet.
Miután elvégezte a középiskolát, Adenhart a Saint Maria Goretti Archiválva 2016. június 17-i dátummal a Wayback Machine-ben Gimnáziumba járt, Hagerstown, Maryland. Amíg a Saint Maria Goretti Gimnáziumban volt, Adenhart hátvéd volt kosárlabda-csapatba, amely megnyerte a  Baltimore Catholic League bajnokságot. 14 évesen az Oriolelanders csapatában volt, amely a Maryland-i  amatőr játékosok kirakat csapata, ahol  4 évig szeretett volna maradni. 2003-ban, 16 évesen Adenhart  a Youse`s Maryland Oriolis csapatának dobójátékosa. Adenhart átigazolt a Williamsport Gimnáziumába, ahol feladta a kosárlabdát, hogy kizárólag a baseballra koncentrálhasson, mint dobójátékos.

### Karrier
Adenhart első szakmai bemutatkozója június 25-én 2005-Pioneer League Orem Owlz csapatánál volt. A  2005-ös  szezont az arizonai  Angyalok csapatával töltötte . Az Angyalokkal 13 meccse során 2-3 rekordja is volt. A következő év tavaszán,  19 éves korában, Adenhart volt  az egyik, aki meghívást kapott az Angyalok nagy ligájának táborába.
Mire a 2006-os szezon elkezdődött,feltehetően  ő volt az angyalok hatodik legjobb, és összességében a 90-dik legjobb Amerika Baseball játékosa.

## Karrier statisztika
| Nick Adenhart Pitching Stats |         |                   |   |    |    |   |   |       |      |    |     |    |      |     |    |    |    |    |    |     |    |    |     |    |     |
| év                           | életkor | csapat            | G | GS | GF | W | L | PCT   | ERA  | CG | SHO | SV | IP   | BFP | H  | ER | R  | HR | BB | IBB | SO | WP | HBP | BK | HLD |
| 2008                         | 22      | Angels of Anaheim | 3 | 3  | 0  | 1 | 0 | 1.000 | 9.00 | 0  | 0   | 0  | 12.0 | 63  | 18 | 12 | 12 | 0  | 13 | 0   | 4  | 2  | 0   | 0  | 0   |
| 2009                         | 23      | Angels of Anaheim | 1 | 1  | 0  | 0 | 0 | .000  | 0.00 | 0  | 0   | 0  | 6.0  | 27  | 7  | 0  | 0  | 0  | 3  | 0   | 5  | 1  | 0   | 0  | 0   |
| Career                       | Career  | Career            | G | GS | GF | W | L | PCT   | ERA  | CG | SHO | SV | IP   | BFP | H  | ER | R  | HR | BB | IBB | SO | WP | HBP | BK | HLD |
| 2 év                         | 2 év    | 2 év              | 4 | 4  | 0  | 1 | 0 | 1.000 | 6.00 | 0  | 0   | 0  | 18.0 | 90  | 25 | 12 | 12 | 0  | 16 | 0   | 9  | 3  | 0   | 0  | 0   |

| Nick Adenhart Hitting Stats |         |                   |   |    |   |   |    |    |    |      |     |    |     |    |    |    |     |      |      |      |      |
| év                          | életkor | csapat            | G | AB | R | H | 2B | 3B | HR | GRSL | RBI | BB | IBB | SO | SH | SF | HBP | GIDP | AVG  | OBP  | SLG  |
| 2008                        | 22      | Angels of Anaheim | 3 | 0  | 0 | 0 | 0  | 0  | 0  | 0    | 0   | 0  | 0   | 0  | 0  | 0  | 0   | 0    | .000 | .000 | .000 |
| 2009                        | 23      | Angels of Anaheim | 1 | 0  | 0 | 0 | 0  | 0  | 0  | 0    | 0   | 0  | 0   | 0  | 0  | 0  | 0   | 0    | .000 | .000 | .000 |
| Career                      | Career  | Career            | G | AB | R | H | 2B | 3B | HR | GRSL | RBI | BB | IBB | SO | SH | SF | HBP | GIDP | AVG  | OBP  | SLG  |
| 2 év                        | 2 év    | 2 év              | 4 | 0  | 0 | 0 | 0  | 0  | 0  | 0    | 0   | 0  | 0   | 0  | 0  | 0  | 0   | 0    | .000 | .000 | .000 |

## Halála
A fiatal sportoló három barátjával utazott egy sportautóban, amikor ütköztek egy piros lámpán áthajtó kocsival. Adenhart és két társa meghalt, a negyedik utast életveszélyes sérülésekkel kórházban ápolják. A vétkes sofőr elmenekült a helyszínről, de később a rendőrök előállították.